# 1re division de cavalerie (Royaume-Uni)
Pour les articles homonymes, voir 1re division.

La Première division de cavalerie était une division régulière de l'armée Britannique durant la Première Guerre mondiale où elle se bat sur le front de l'ouest.

Insigne de la division pendant la Première Guerre mondiale.

Durant la Seconde Guerre mondiale, elle était une formation de seconde ligne, formé par les régiments du Yeomanry.

## Historique
Elle a été créée en 1809 et commandée par William Payne-Gallwey (1er baronnet) puis Stapleton Cotton, elle n'a pas eue de rôle combattants lors des guerres napoléoniennes.

### Première guerre
La division est commandée par le Général Edmund Allenby et se compose comme suit :
- 1re Brigade de Cavalerie (en) - Général Charles James Briggs (en)
  - 2nd Dragoon Guards (en) (Queen's Bays)
  - 5th Dragoon Guards (Princess Charlotte of Wales's)
  - 11th Hussars (Prince Albert's Own)
- 2e Brigade de Cavalerie (en) - Brigadier-Général H. de B. de Lisle (en)
  - 4th Dragoon Guards (Royal Irish)
  - 9th Lancers (en) (Queen's Royal)
  - 18th Hussars (en) (Queen Mary's Own)
- 3e Brigade de Cavalerie (en) - Brigadier-Général Hubert Gough puis par le Général J. Vaughan
  - 4th Hussars (Queen's Own)
  - 5th Lancers (Royal Irish)
  - 16th Lancers (The Queen's)
- 4e Brigade de Cavalerie (en) - Brigadier-Général Hon. C. E. Bingham
  - Household Cavalry Composite Regiment (en)
  - 6th Dragoon Guards (Carabiners)
  - 3rd Hussars (en) (King's Own)
- Troupes divisionnaires :
  - 3rd Brigade Royal Horse Artillery (en)
    - D Battery Royal Horse Artillery (en)
    - E Battery Royal Horse Artillery (en)

  - 7th Brigade Royal Horse Artillery (en)
    - I Battery, Royal Horse Artillery (en)
    - L Battery Royal Horse Artillery (en) (Néry)

  - 1st Field Squadron (Génie)

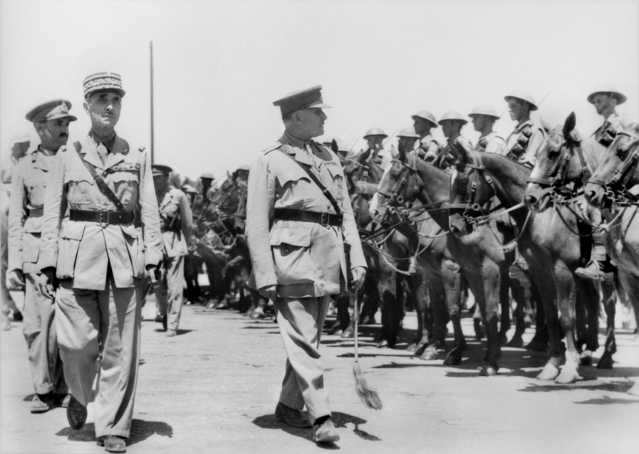
Les généraux Lavarck, Catroux et Henry Maitland Wilson, lors des célébrations du 11 novembre 1941 à Beyrouth devant la division.

Elle participe en 1941, sous le commandement du général James Joseph Kingstone, à la guerre anglo-irakienne, puis à la campagne de Syrie avant de participer à l'invasion anglo-soviétique de l'Iran.
Par la suite elle est convertie en 10e Division blindée (10th Armoured Division).